# Třída Alvand
Třída Alvand (jinak též třída Sám) je třída lehkých fregat íránského námořnictva. Jedná se o typ Vosper Mk 5 od anglické loďařské firmy Vosper Thornycroft. Celkem byly postaveny čtyři jednotky této třídy. Ve službě jsou od roku 1971. Jedna byla potopena za íránsko-irácké války roku 1988. V 70.–90. letech to byly největší válečné lodě íránského císařského námořnictva a íránského námořnictva. Na základě třídy Alvand byly Íránem po roce 2000 vyvinuty domácí korvety třídy Moudž.

## Stavba
Celkem byly postaveny čtyři fregaty této třídy. Fregaty Sám a Faramarz postavila loděnice Vosper Thornycroft ve Woolstonu v Southamptonu a fregaty Zál a Rostam loděnice Vickers v Barrow-in-Furness. Do služby byly přijaty v letech 1971-1972.
Jednotky třídy Alvand:
| Jméno        | Založení kýlu | Spuštěna          | Vstup do služby | Status                                                                             |
| ------------ | ------------- | ----------------- | --------------- | ---------------------------------------------------------------------------------- |
| Alvand (71)  | 1967          | 25. července 1968 | 20. května 1971 | Původní název jako Sám (12). Aktivní.                                              |
| Alborz (72)  | 1968          | 4. března 1969    | 1. března 1971  | Původní název jako Zál (14). Aktivní.                                              |
| Sabalan (73) | 1967          | 4. března 1969    | 26. května 1972 | Původní název jako Rustam (16). Aktivní.                                           |
| Sahand (74)  | 1968          | 30. července 1969 | 28. února 1972  | Dne 18. dubna 1988 potopena americkým letectvem. Původní název jako Faramarz (18). |

## Konstrukce

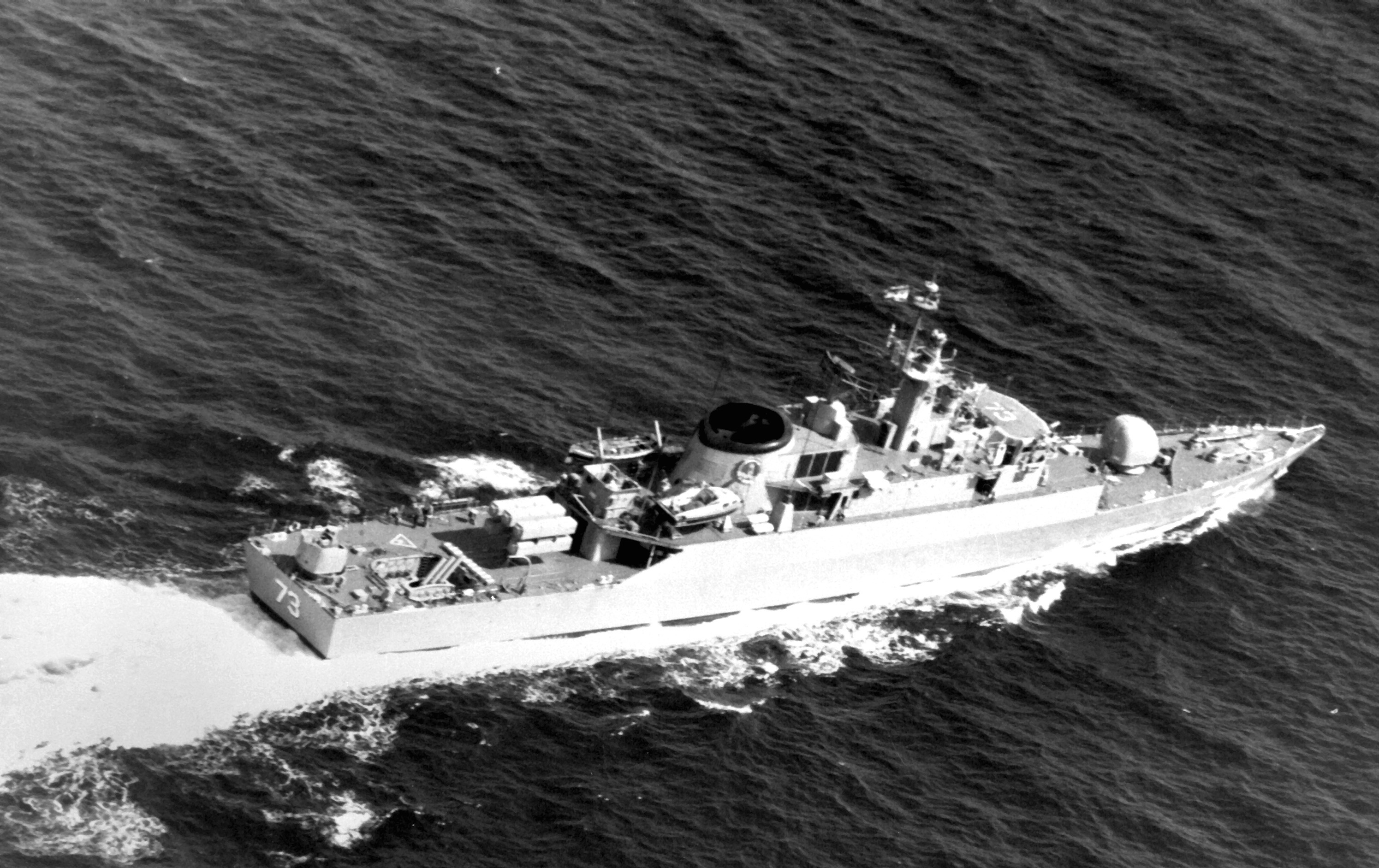
Sabalan v roce 1977

Fregaty nesly vyhledávací radar Plessey AWS-1, dva střelecké systémy Contraves Sea Hunter a sonary typů 170 a 174. Výzbroj tvořil jeden 114mm kanón Vickers (první pár Mk.5 o délce 45 ráží a druhý Mk.8 o délce 55 ráží) na přídi, pětinásobný odpalovací kontejner protilodních střel Sea Killer Mk.2 s dosahem 25 km, trojnásobný protiletadlový raketový komplet Sea Cat se zásobou devíti střel, dvojitý 35mm kanón Oerlikon a jeden salvový vrhač hlubinných pum Mk.10 Limbo. Pohonný systém je koncepce CODOG. Tvoří jej dva diesely Paxman Ventura o výkonu 3800 hp pro ekonomický provoz a dvě plynové turbíny Rolls-Royce Olympus TM3A o výkonu 46 000 hp pro vysoké rychlosti. Lodní šrouby jsou dva. Nejvyšší rychlost dosahuje 40 uzlů a ekonomická 17,5 uzlu. Dosah je 5000 námořních mil při 15 uzlech.

### Modernizace

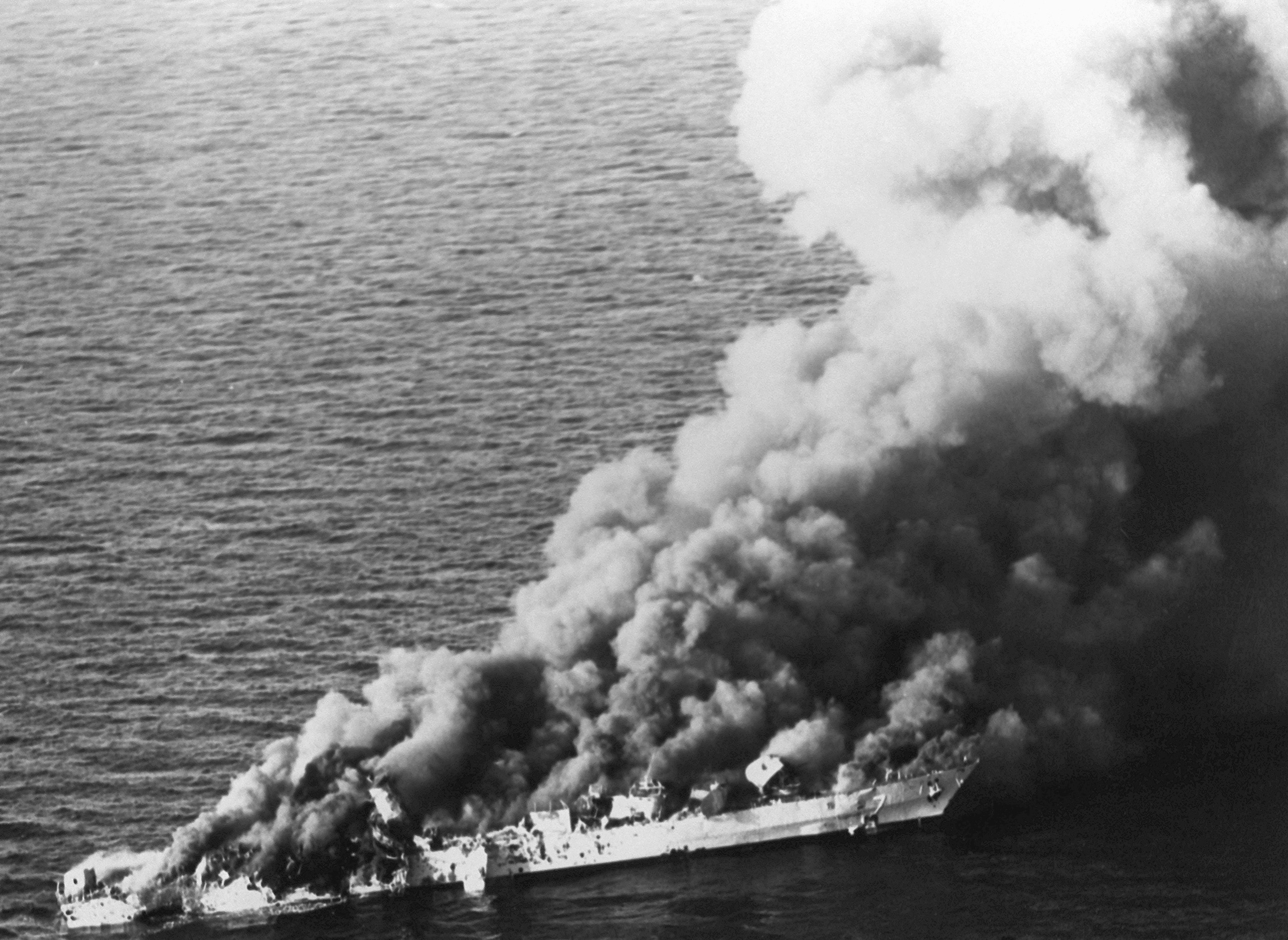
Sahand se potápí

Roku 1975 dostaly Sám a Zál 114mm kanón verze Mk.8, který měly zbývající fregaty už od stavby. Vzhledem k omezeným možnostem íránského námořnictva pořizovat nová plavidla jsou fregaty stále udržovány v provozuschopném stavu a modernizovány. V 90. letech byly odstraněny střely Sea Cat. Zastaralé střely Sea Killer roku 2002 nahradily čtyři čínské protilodní střely C-802. Ve stejné době byly odstraněny vrhače Limbo. Výzbroj posílily tři 20mm kanóny GAM-B01, dva 81mm minomety, dva 12,7mm kulomety a dva trojhlavňové 324mm protiponorkové torpédomety.

## Služba
Roku 1979, tedy těsně před vypuknutím islámské revoluce, fregaty prošly modernizací ve Velké Británii. Po revoluci byly přejmenovány. Účastnily se íránsko-irácké války. Fregaty Sahand a Sabalan se 18. dubna 1988 střetly s americkým námořnictvem, které po poškození americké fregaty USS Samuel B. Roberts íránskou námořní minou provádělo odvetnou operaci Praying Mantis. Obě se staly cílem pro palubní bombardéry Grumman A-6 Intruder. Zatímco Sahand se po zásazích pumami a třemi střelami Harpoon potopil poblíž ostrova Larak, těžce poškozený Sabalan byl opravován ještě roku 1992.
1. ledna 2024 Írán oznámil, že fregata Alborz proplula průlivem Mandeb do Rudého moře. Stalo se tak poté, co Íránem podporovaní Hútíové ochromili mezinárodní obchodní plavbu průlivem a koalice států vedených Spojenými státy americkými proti nim zahájila operaci Prosperity Guardian a v předchozích dnech potopila několik hútíjských člunů.